# Stade Jorge-Basadre
 (mai 2025).
Le stade Jorge-Basadre (ou stade Modelo jusqu'en 2004) est le stade de football principal de la ville péruvienne de Tacna. Il fut inauguré en 1954. Le stade porte le nom de Jorge Basadre, qui était un historien et homme politique péruvien, natif de Tacna.
Propriété de l'Instituto Peruano del Deporte, le stade est le lieu de résidence des matchs à domicile de l'Alfonso Ugarte, Coronel Bolognesi et Mariscal Miller. Maintenant sa capacité est de 19 850 places assises.

## Histoire
Le 12 octobre 2005, le stade a accueilli un match des éliminatoires de la Coupe du monde 2006 : Pérou - Bolivie devant 14 774 spectateurs (victoire 4-1).

## Événements
- Finale de la Copa Perú 1998, 2000 et 2001
- Copa América 2004
- Championnat des moins de 20 ans de la CONMEBOL 2011